# Пищевик (парк)
«Пищеви́к» — парк в городе Орске Оренбургской области. Расположен в Советском районе в юго-западной части входящего в состав города посёлка Вокзальный.
На территории парка расположен дворец спорта «Пищевик», зимой заливается каток. На конец 2019 года парк находился в запущенном состоянии — основная часть территории не ухожена, здания и сооружения парка в разрешены, однако на 2020 год запланировано благоустройство парка.